# Hyundai Ioniq 5
A Hyundai Ioniq 5 egy elektromos meghajtású crossover autótípus.

## Modelltörténet

### Előzmények
A Hyundai 2019 szeptemberében, Frankfurti Autószalonon (IAA) mutatta be a gyártó jövőbeli elektromos autóinak tervezésének alapjául szolgáló koncepcióautót, a Hyundai 45 EV Concepttel. Vizuálisan az új dizájnvonalnak az 1974-ben bemutatott Hyundai Ponyra emlékeztetnek. A koncepciójármű nevében szereplő 45-ös szám a Hyundai Pony bemutatásának 45. évfordulójára kíván utalni. A koncepciójármű belsejében széles információs kijelző található. Ezen kívül az első ülések forgathatók.

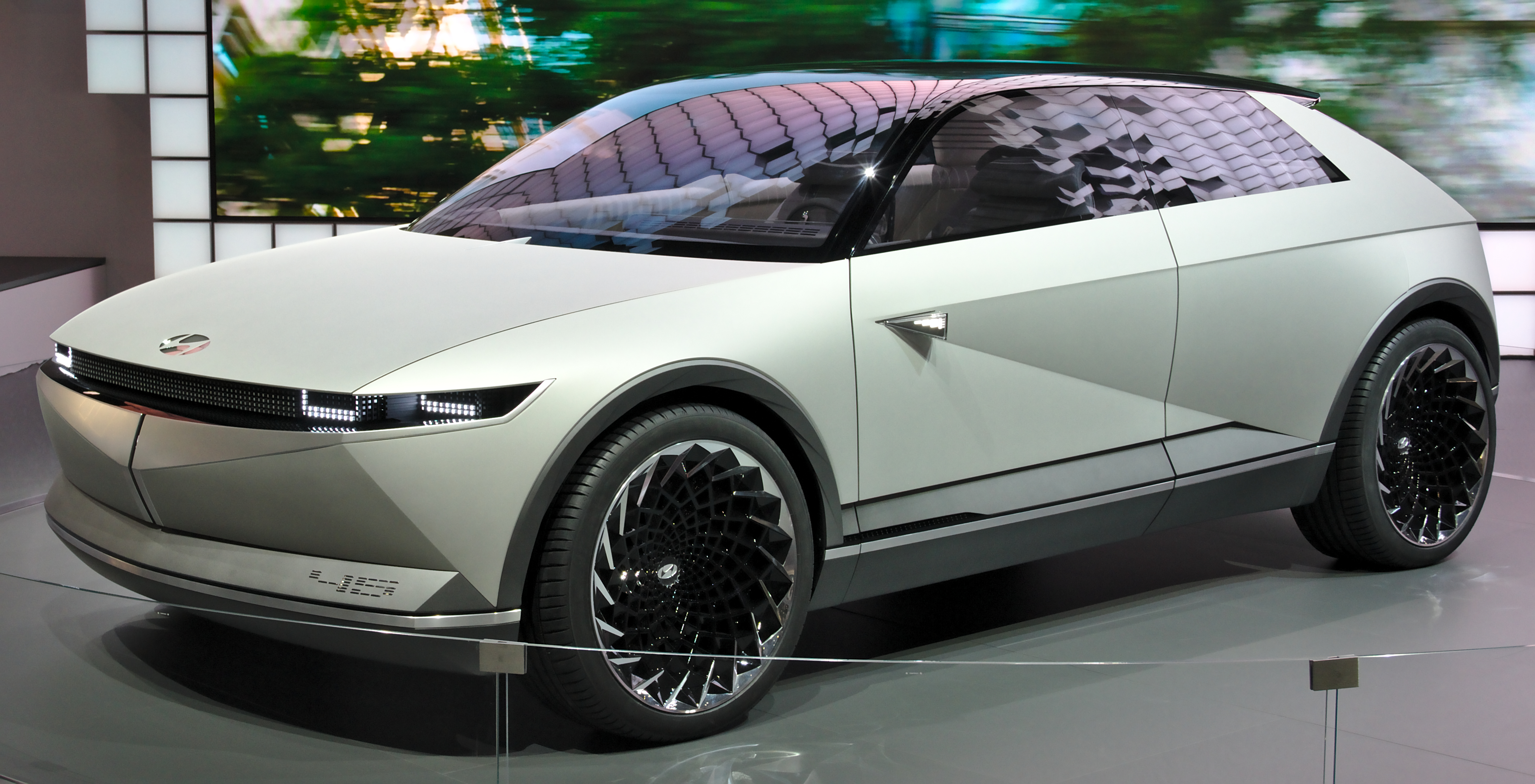
A Hyundai 45EV koncepcióautó
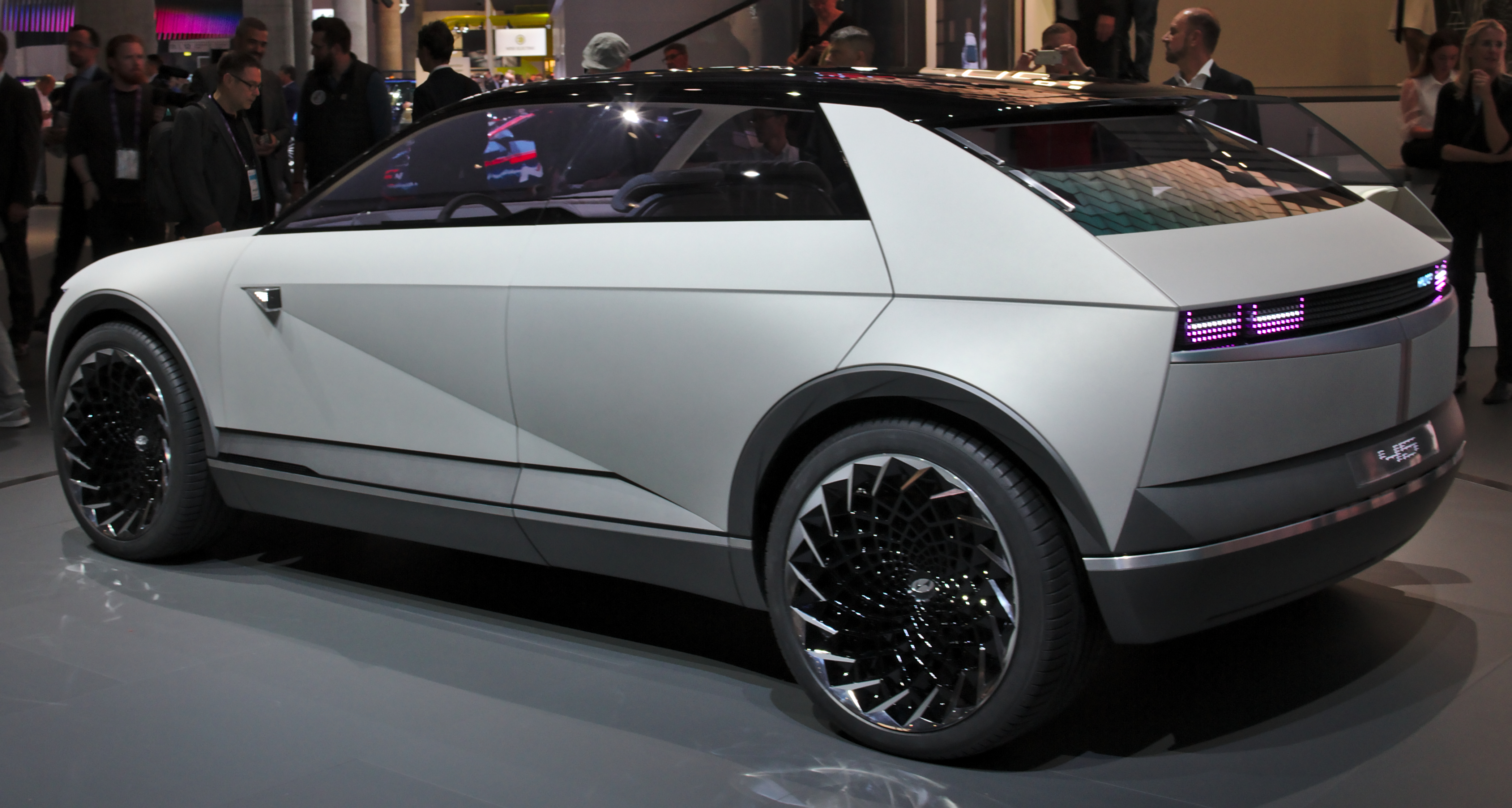
A koncepcióautó hátulnézetből
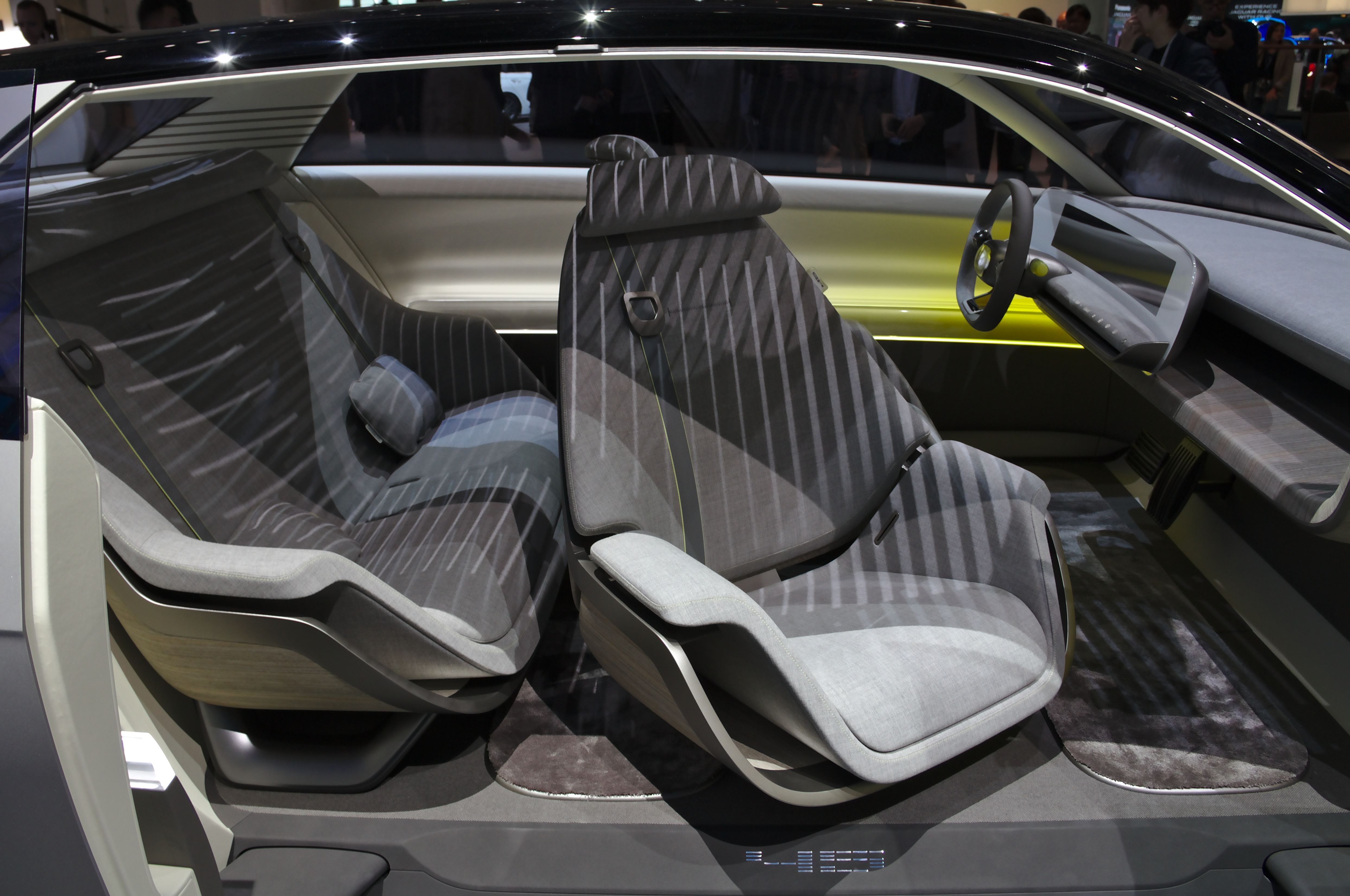
A koncepcióautó belső tere

2020 augusztusában a Hyundai bejelentette, hogy megalapította az akkumulátoros elektromos járművek új almárkáját, az Ioniq -ot; addig a ferdehátú Hyundai Ioniq nevét használták. 2024-re három elektromos autótípust mutatnak be – köztük az Ioniq 5 -öt–, amelyek mindegyike az új Electric Global Modular Platformon (E-GMP) alapul, amely gyors töltést és nagy hatótávolságot tesz lehetővé. A Kia EV6 és a Genesis GV60 is erre a platformra épül. Az „Ioniq” név az „ion” (töltött részecske) és az „unique” (egyedi) szavak összetételéből áll.

### A sorozatgyártású jármű

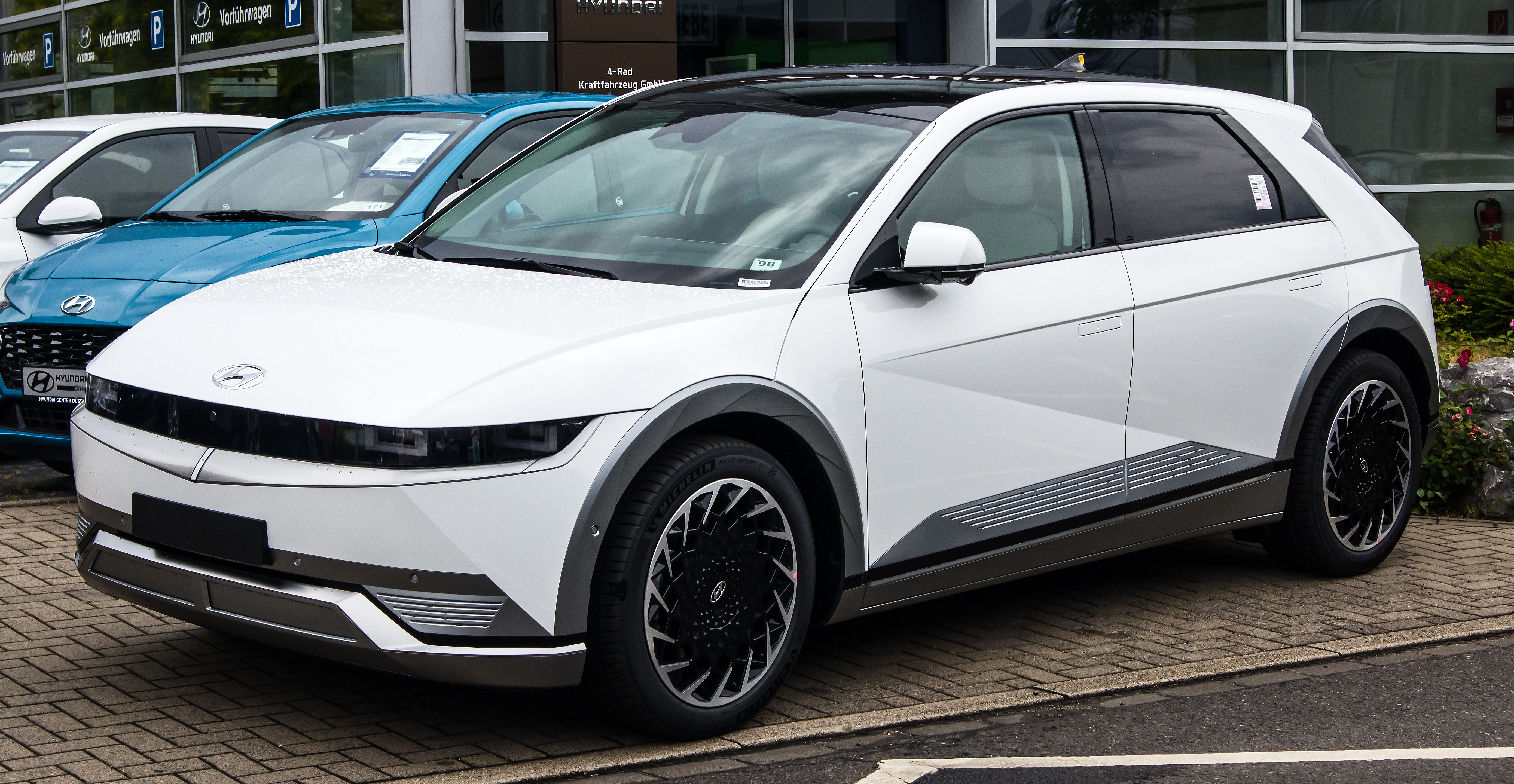
Elölnézetből
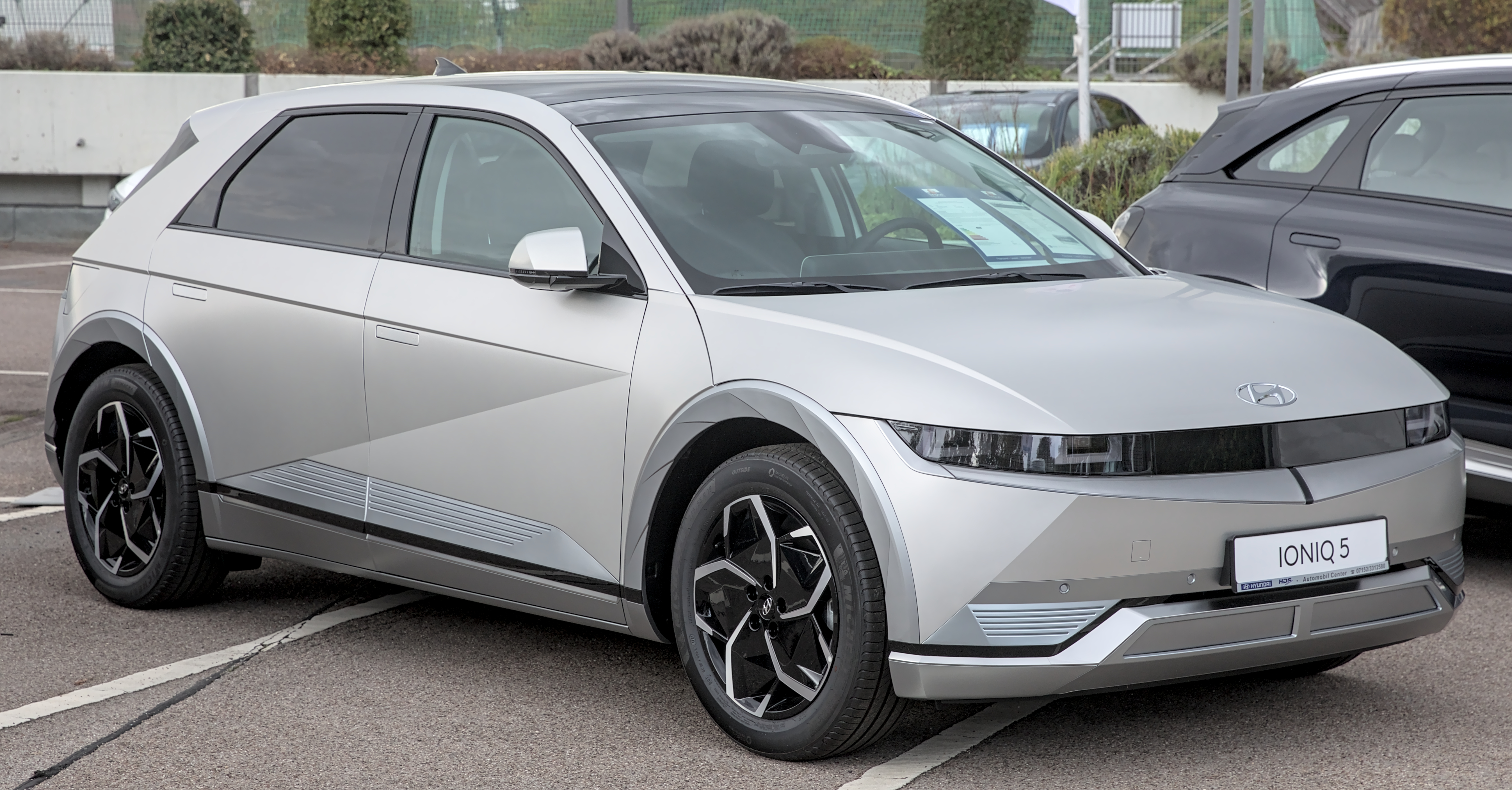
Elölnézetből
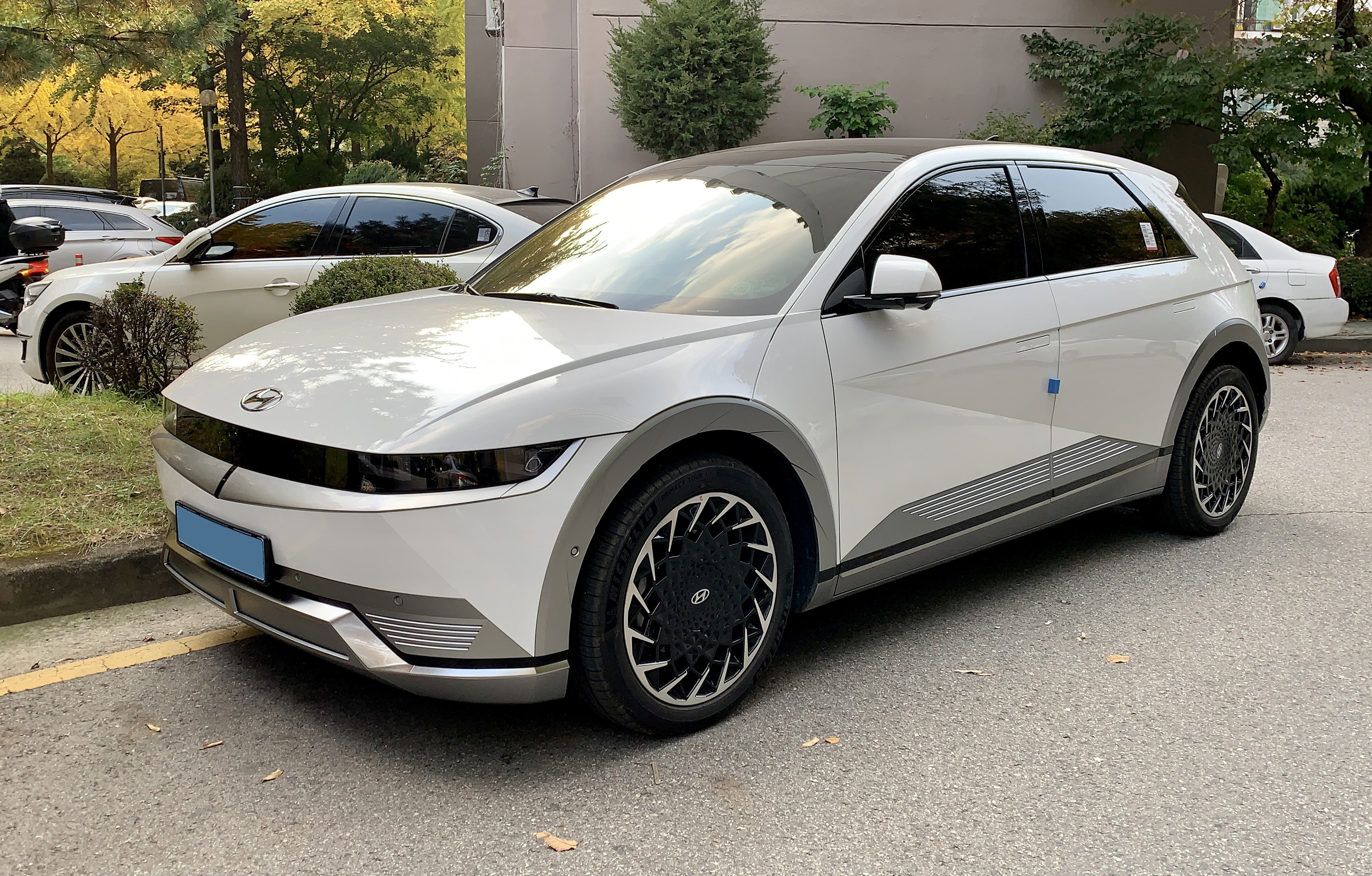
Elölnézetből
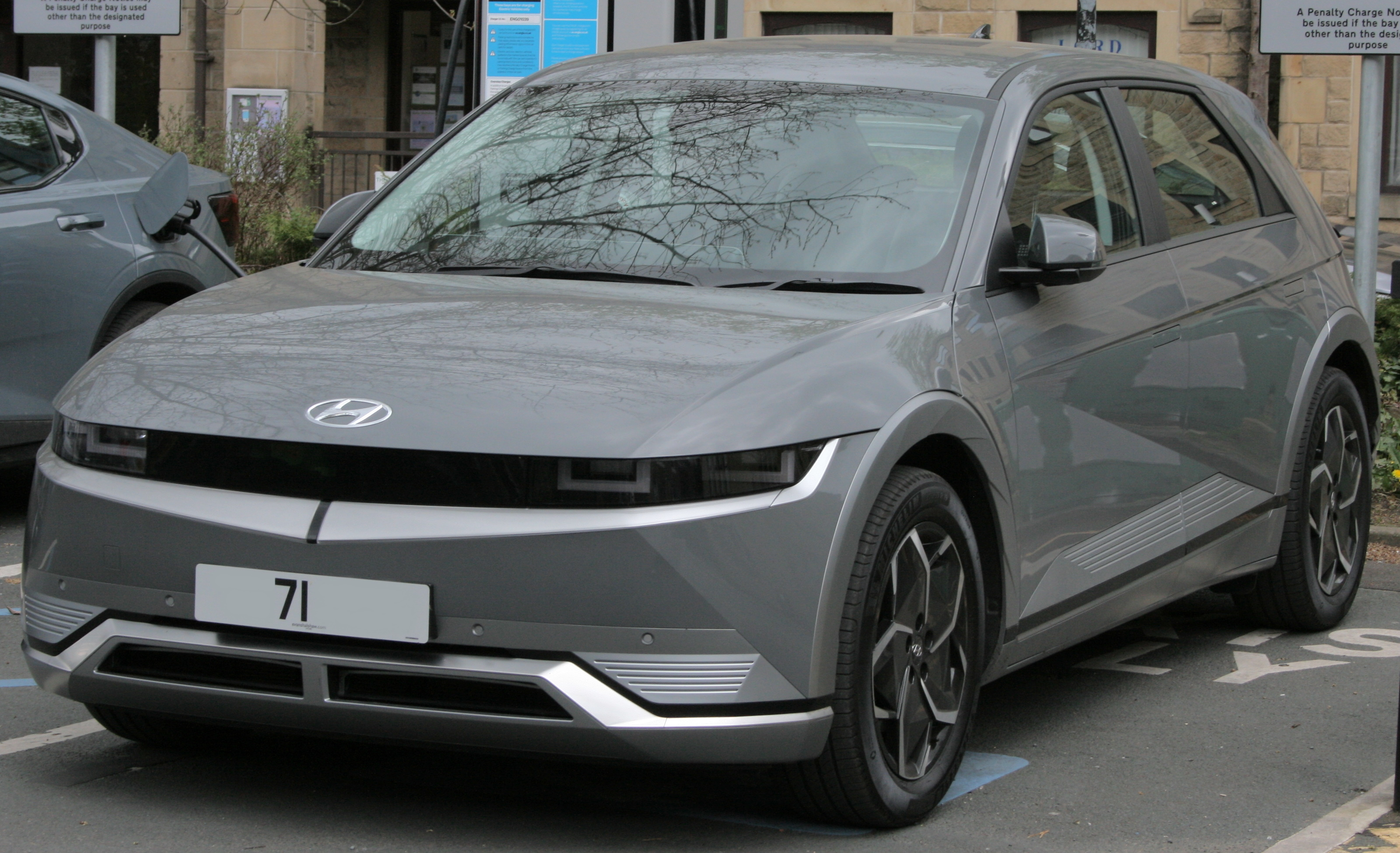
Elölnézetből
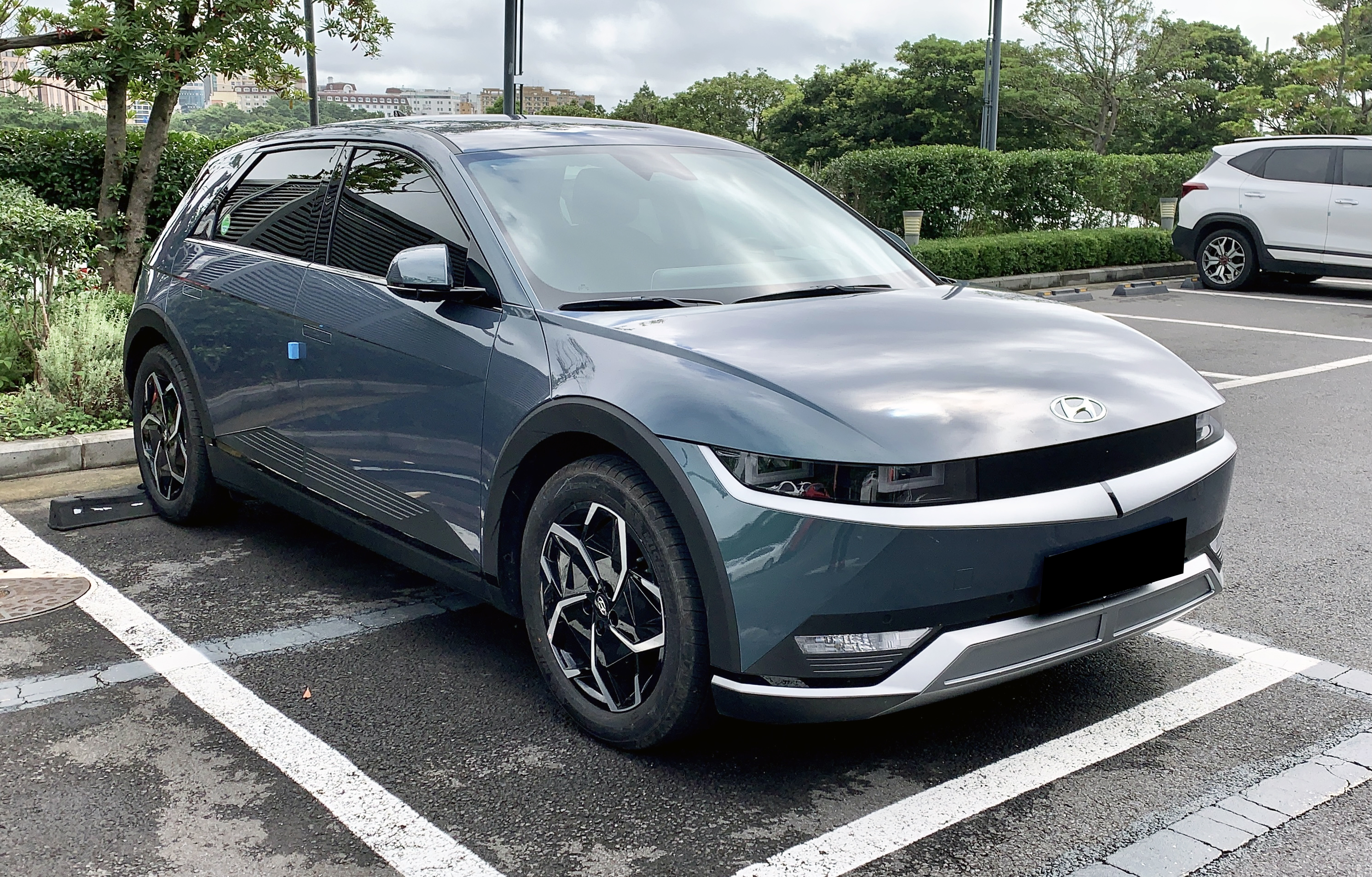
Elölnézetből
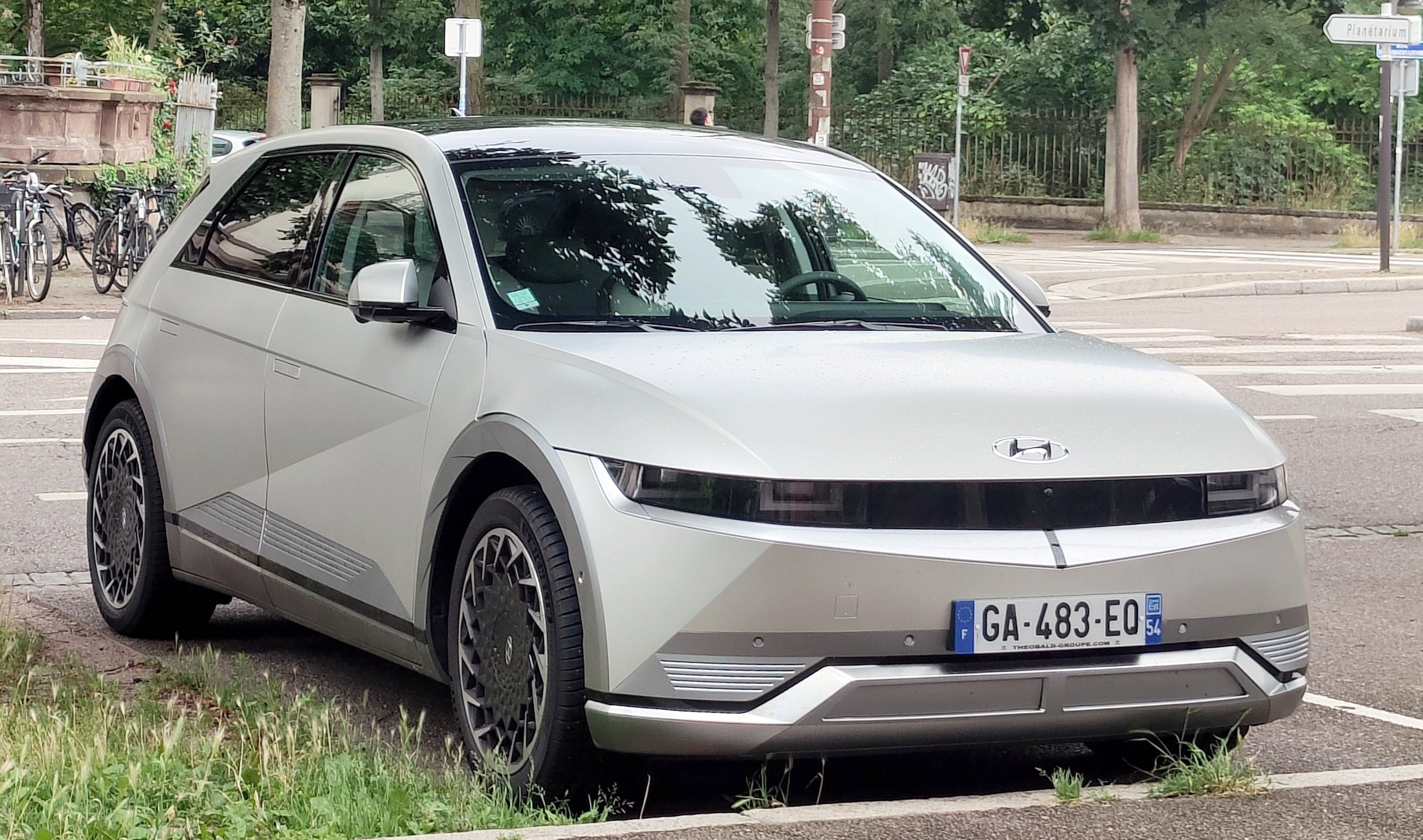
Elölnézetből
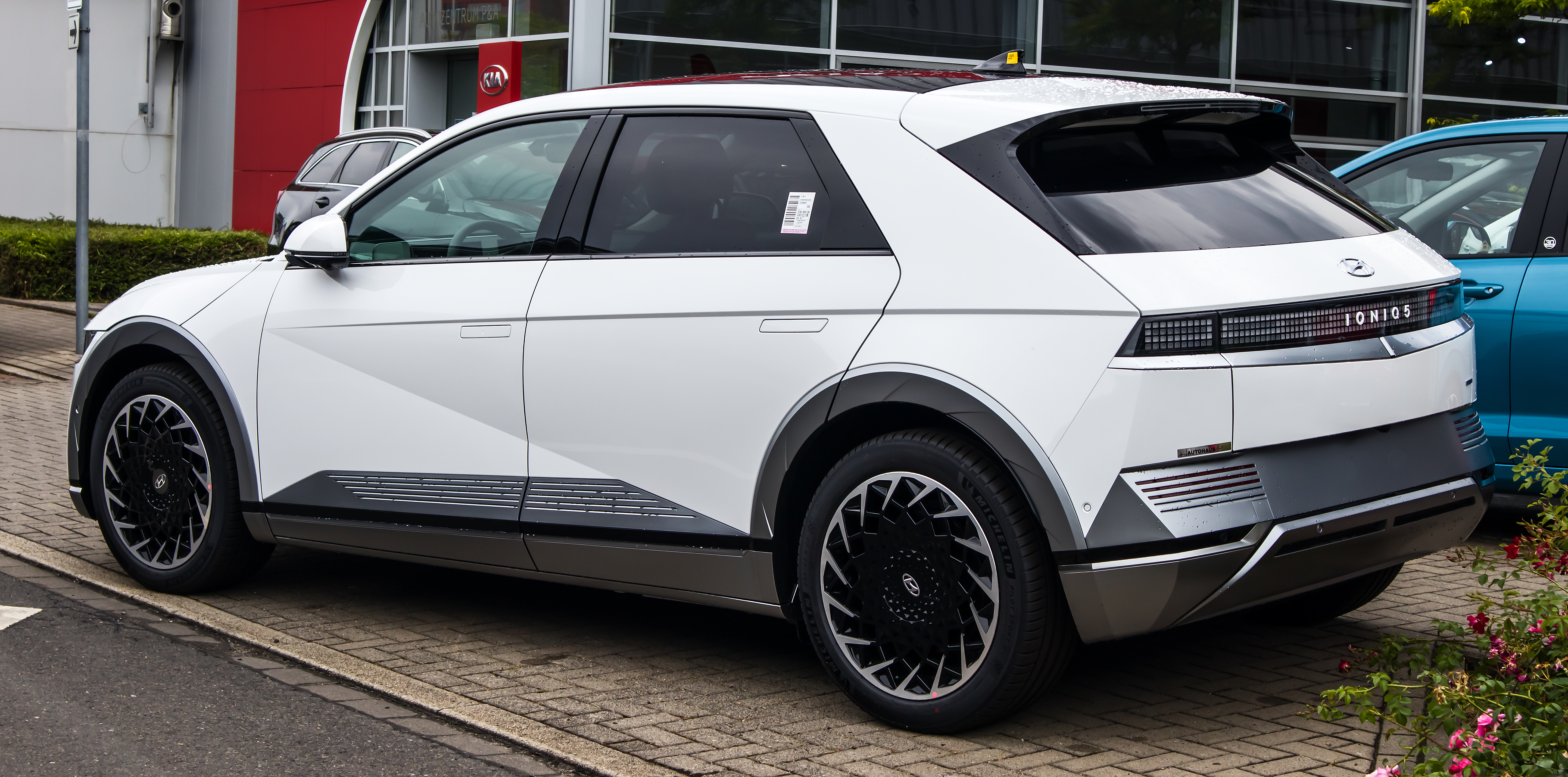
Hátulnézetből
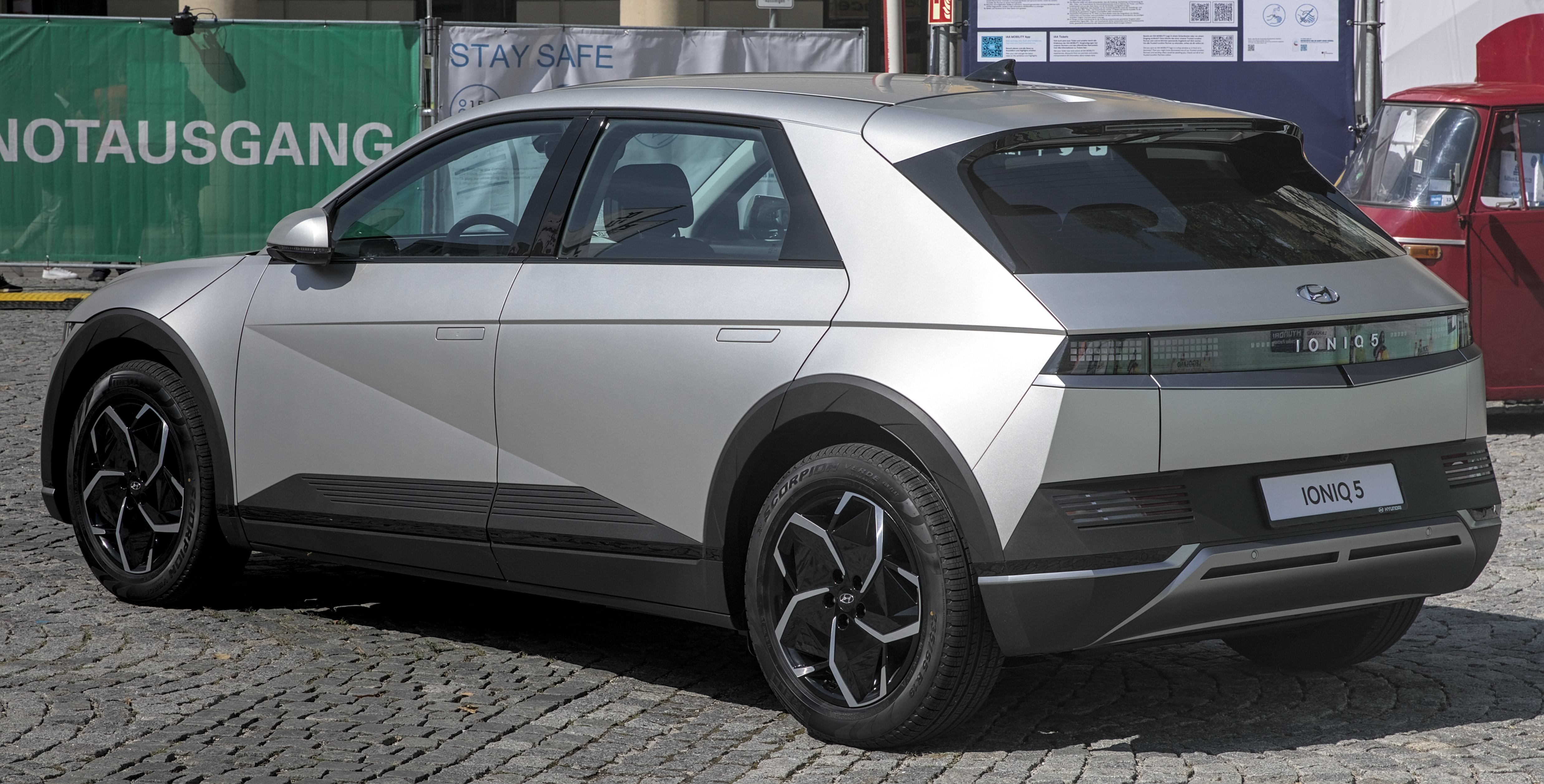
Hátulnézetből
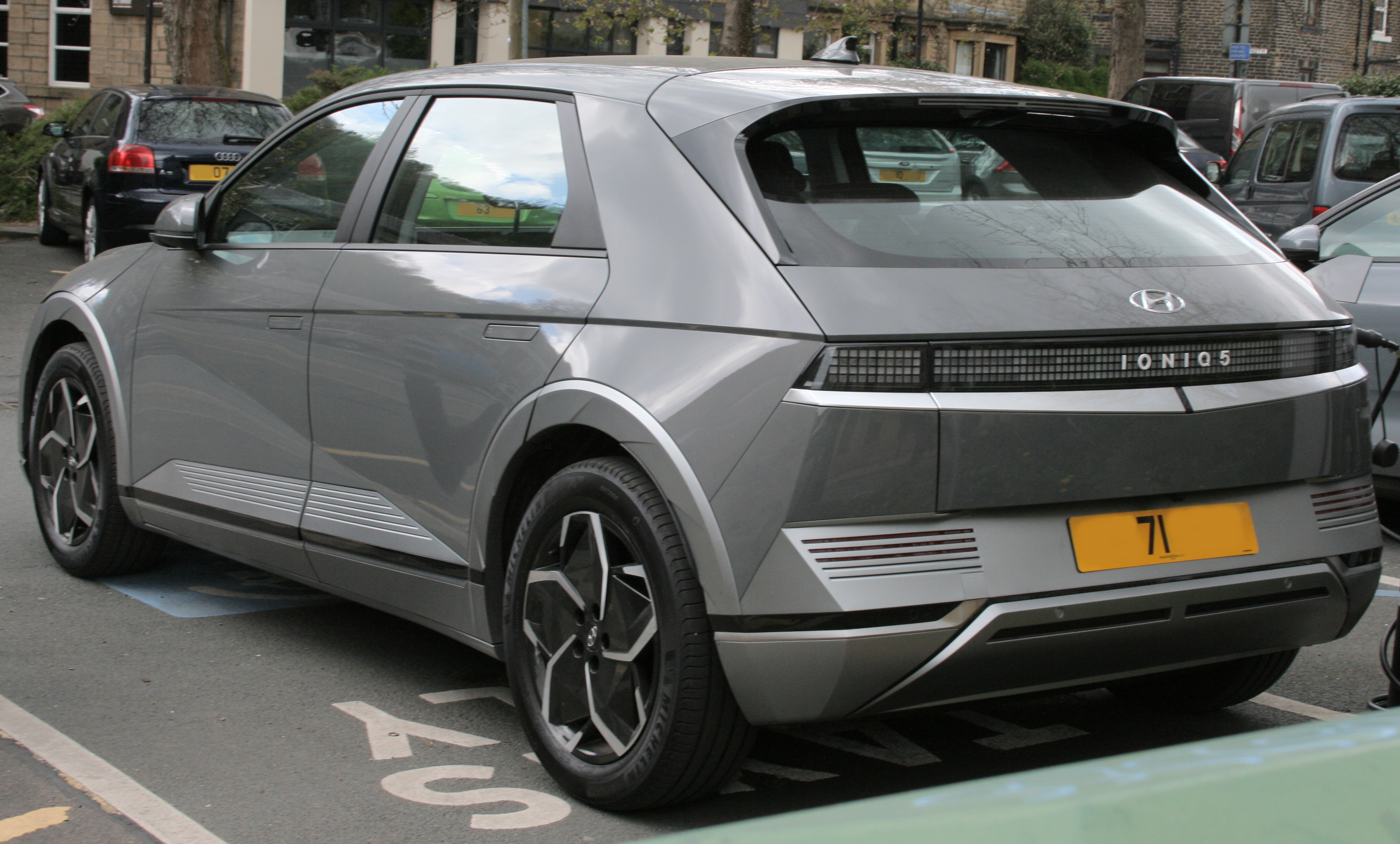
Hátulnézetből
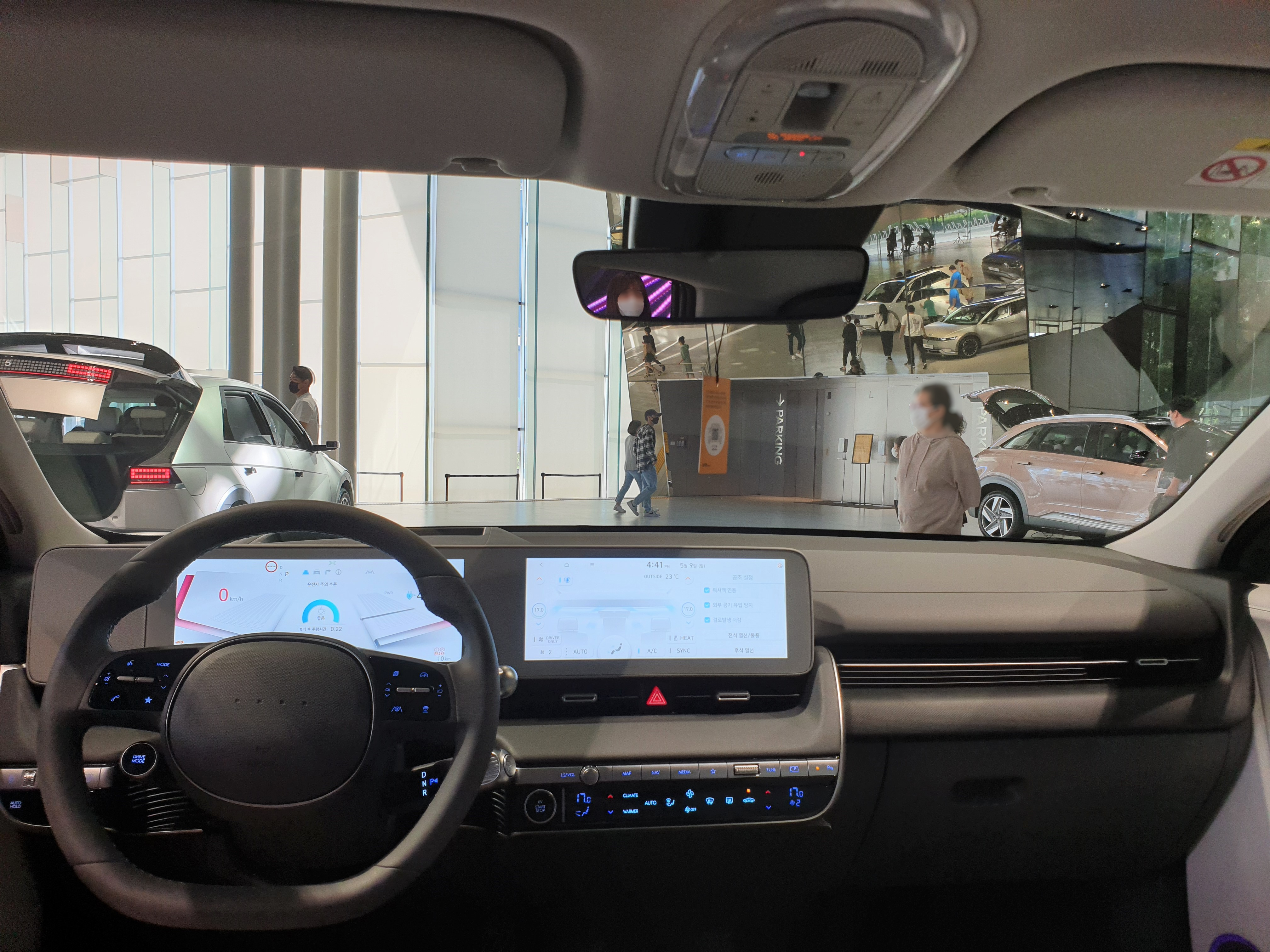
A Hyundai Ioniq 5 belső tere
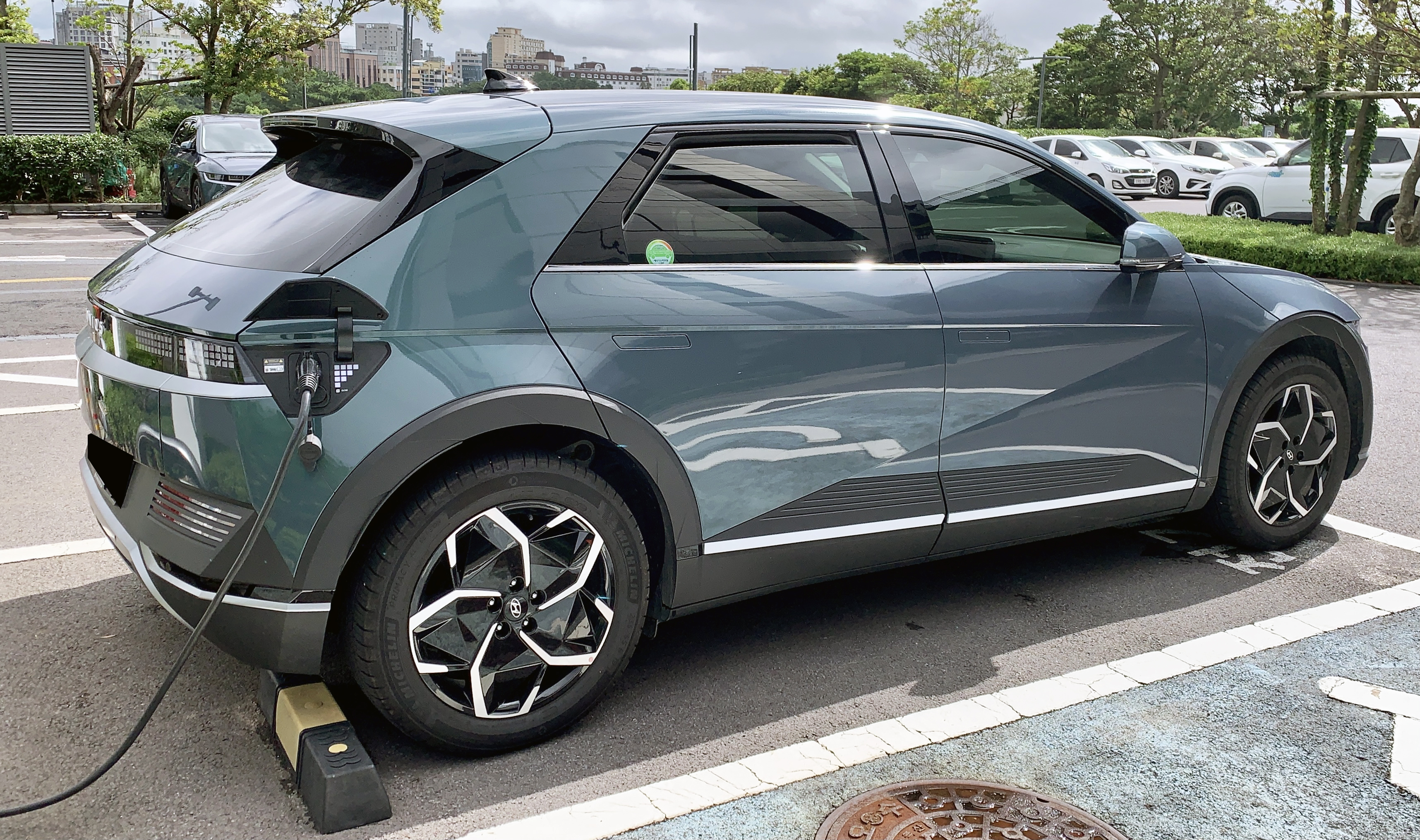
Egy Hyundai Ioniq 5 töltés közben

Az Hyundai az Ioniq 5-öt 2021. február 23-án mutatta be egy online eseményen keresztül. A dizájn, amelyért Luc Donckerwolke tervező felelős, a 2019-ben bemutatott koncepciójárműre épül, de a sorozatgyártású változat magasabb a koncepcióautónál. Feltűnő a hpsszú, három méteres hosszú, a rövid túlnyúlások, a nagy gumiabroncsok (a standard változat 19 colos, de opcionálisan kérhető 20 colos is) és a 45 fokos szögben elhelyezett C-oszlop. A korai videójátékok megjelenését idéző pixelelemek a LED-lámpákban és a hátsó lámpacsíkban többek között a DeLorean DMC-12-re, valamint a Hyundai Ponyra emlékeztetnek.

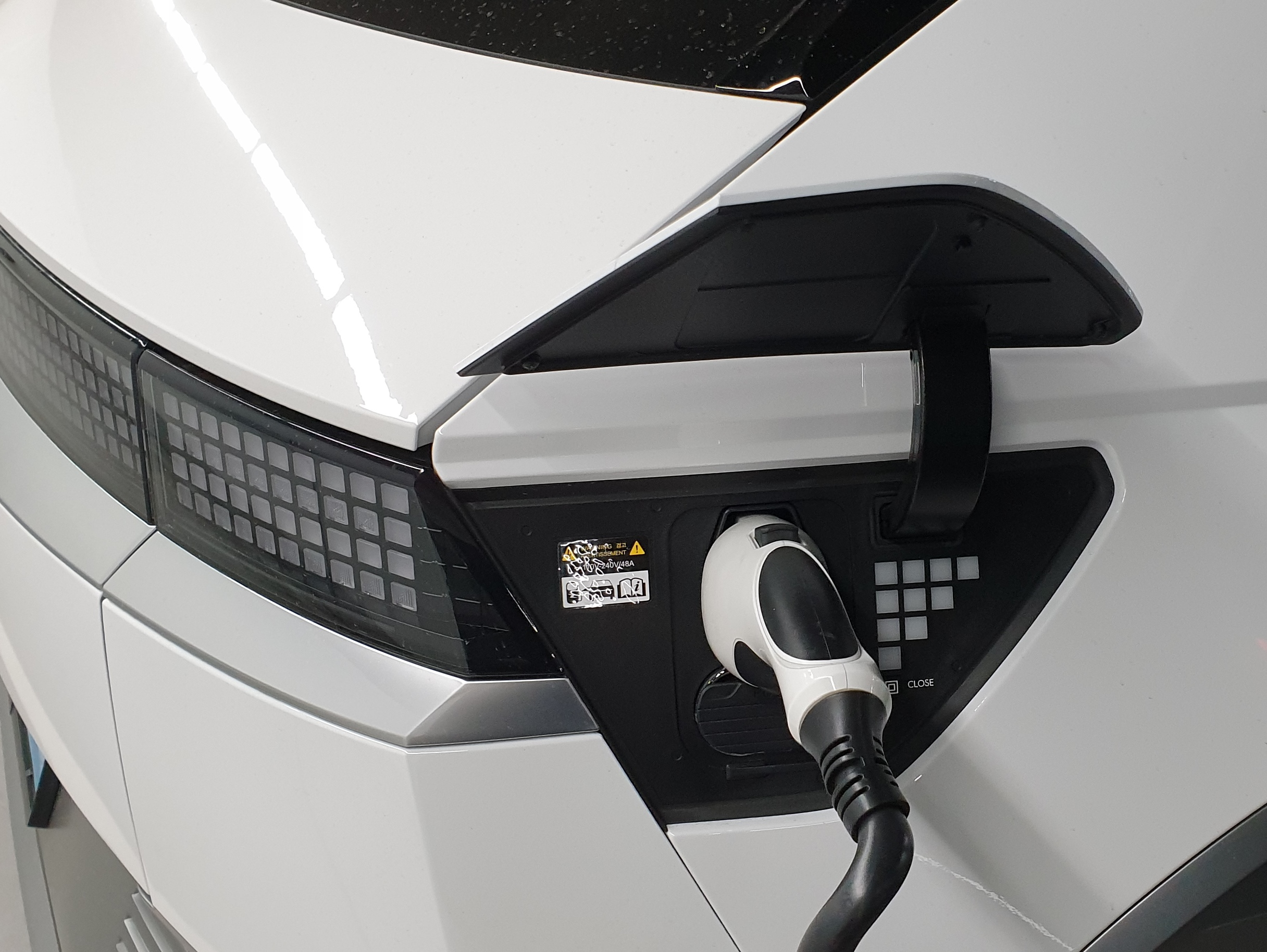
Type 2 töltőcsatlakozó pixeles töltésjelzővel

A sorozatgyártású változat 2021 júniusában került kereskedelmi forgalomba. Elsőként az Európában 3000 példányra limitált különleges modell volt elérhető, Németországban Project 45 néven, 72,6 kWh-s lítium-polimer akkumulátorral és összkerékhajtással. A versenytárs modellek közé tartozik az Audi Q4 e-tron, a Nissan Ariya, a Škoda Enyaq iV és a Volkswagen ID.4 is.
A 2023-as modellévre a Hyundai 2022 áprilisában mutatta be a műszakilag átdolgozott változatát. Ezentúl a nagyobb akkumulátor energiatartalma a Kia EV6-hoz hasonlóan 77,4 kWh, mellyel cél a hatótáv 500 km fölé növelése. Ezen kívül elérhetőek lettek a kamerás belső és külső tükrök is.

### A magasan automatizált változat
A Hyundai az Aptiv-val együtt 2021 szeptemberében a Müncheni Autószalonon (IAA) bemutatta az Ioniq 5 változatát, amely a 4-es szintű önvezetésre képes. A tesztfázis 2022 decemberében kezdődött Las Vegasban. 2023-tól ez a változat „Robotaxi” néven szállítja majd az utasokat kereskedelmi forgalomban az Egyesült Államokban. Később más országok is követik.

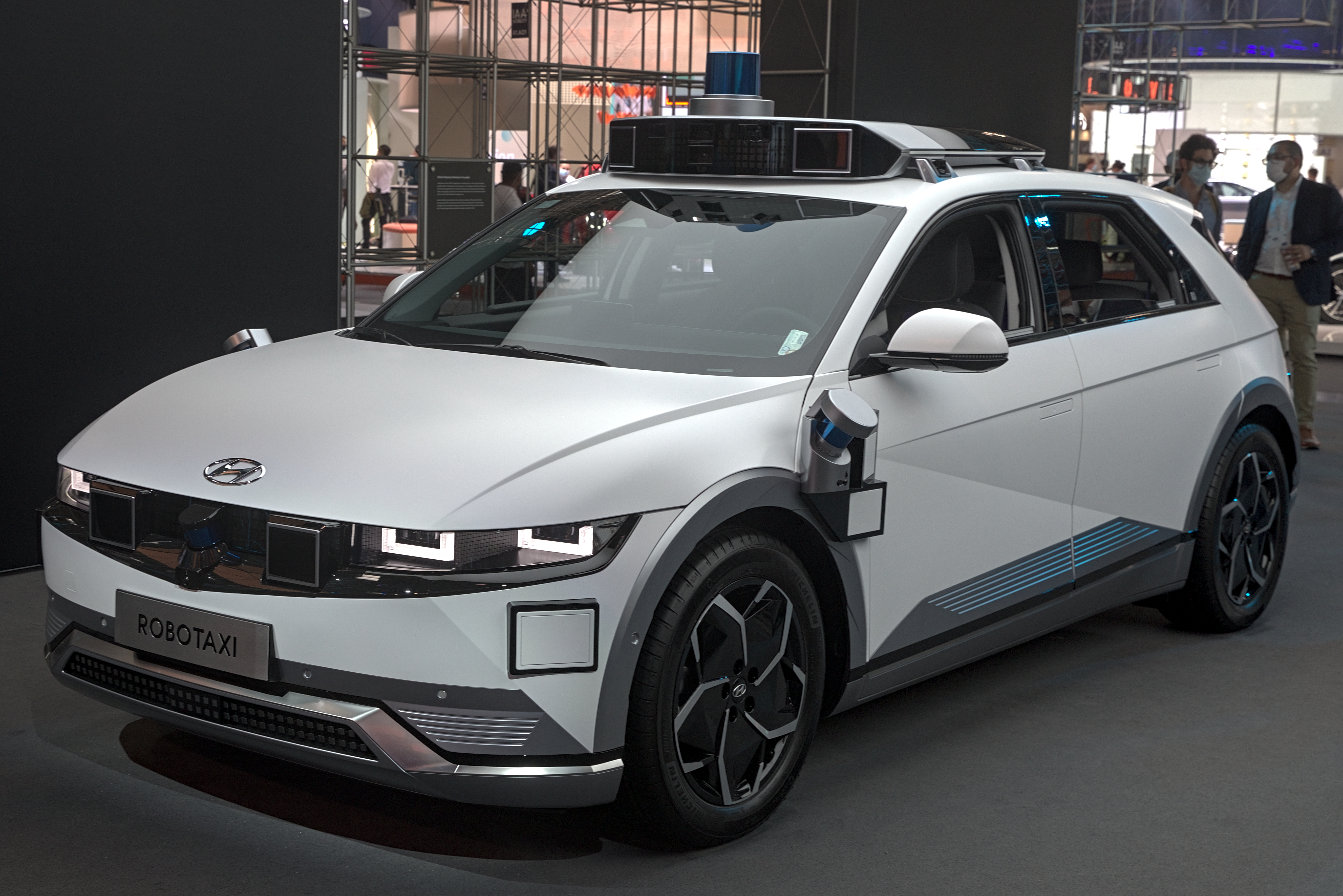
Hyundai Ioniq 5 „Robotaxi”
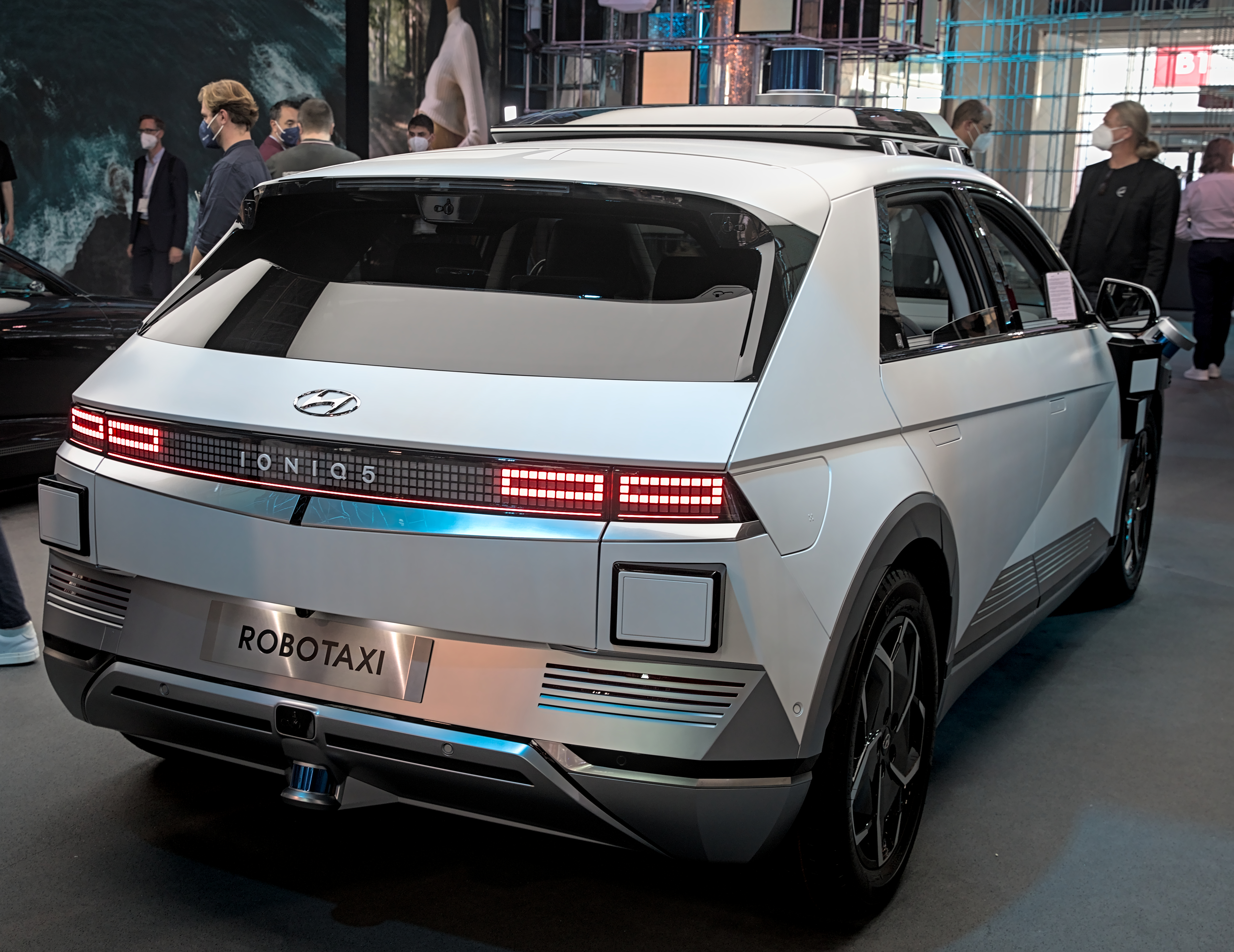
Hátulnézetből

## Technológia
A platform ultra-nagy szilárdságú acélból készült tartószerkezettel rendelkezik az akkumulátor beszereléséhez, valamint acél alvázzal ötlengőkaros hátsó tengellyel. Az Ioniq 5 ajtajain a karosszériába süllyesztett ajtókilincsek vannak, amelyek használatkor kihúzhatók.

### Hajtás

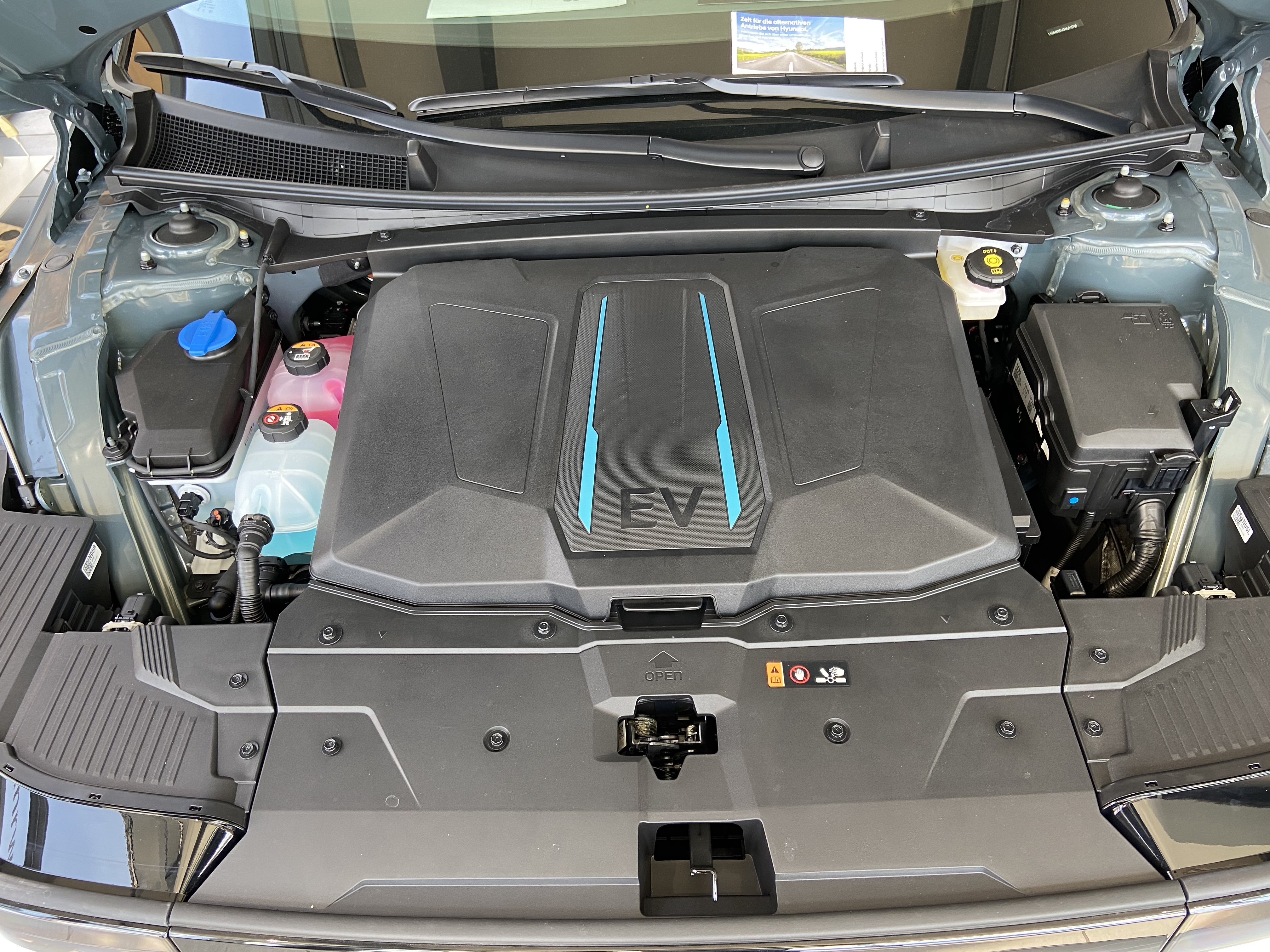
Motortér

A hátsókerék-hajtású Ioniq 5 egy villanymotorral rendelkezik a hátsó tengelyen. Ez a motor 120 és 168 közötti teljesítménnyel kW és 350 Nm maximális nyomatékot ér el. Az összkerékhajtású változatok első tengelyén is található elektromos, 53 és 74 kW közötti teljesítménnyel és 255 Nm maximális nyomatékkal. A végsebesség minden modellnél 185 km/óra. A nagyobb akkumulátorral szerelt modellek maximális vontatási kapacitása 1,6 tonna.

### Akkumulátor és töltési kapacitás
A Hyunai Ioniq 5-höz két akkumulátorméret közül lehet választani: a kisebbik hasznos energiatartalma 58 kWh, míg a nagyobbé 72,6 kWh (2022-től: 77,4 kWh). Mindkettő kombinálható hátsó- vagy összkerék-hajtással. A WLTP hatótáv 362 és 507 km között van. Az akkumulátorokba épített lítium polimer cellák a dél-koreai SK Innovation gyártótól származnak. Az Ioniq 5 az első olyan modell, amely 800 V-os gyorstöltési technológiát használ, amely korábban csak elektromos sportautókban volt elérhető, mint például a Porsche Taycan és az Audi RS e-tron GT; 400 V-tal is lehetséges tölteni V. Akár 220 kW töltési kapacitással a nagy akkumulátornak optimális körülmények között 18 perc alatt tölthető fel 10%-ról 80%-ra. Öt perc alatt 100-ra energia km (WLTP) újratölthető. Lehetséges kétirányú töltés is 3,6 kW-ig. A Techniq berendezéstől kezdve hőszivattyút és hőszigetelő szélvédőt tartalmaz. Felár ellenében kérhető napelemes tető, amely ellátja a jármű elektronikáját és a jármű akkumulátorát; évi 2000 km-rel képes növelni kell a hatótávot.

### Belső tér
Három méternél lényegesen hosszabb a tengelytáv a szegmens többi modelljéhez képest, ezért a belső tér nagyobb a járműosztályban megszokottnál. Ráadásul az üléstámlák vékonyak, a 60:40 arányban lehajtható hátsó pad pedig a középkonzolhoz hasonlóan mozgatható a Techniq felszereltségéből. Sok helyen használnak fenntartható forrásokból származó anyagokat, például cukornádat, újrahasznosított műanyag palackokat vagy megmentett szellemhálókat használnak.

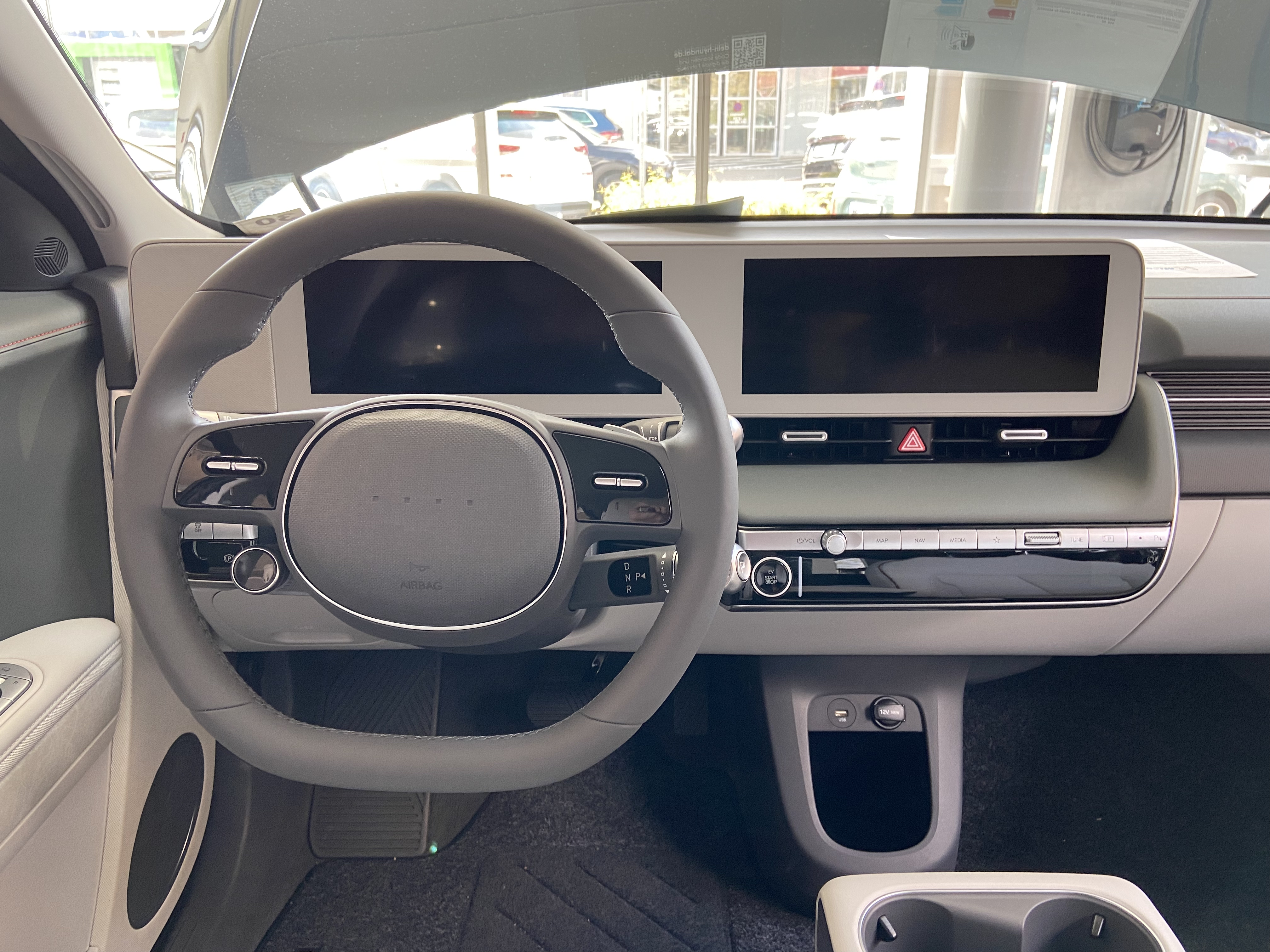
A belső tér két egymás mellett elhelyezett kijelzővel, alatta pedig középen egy másik vezérlőegységgel

Kettő 12,25 hüvelyk átmérőjű kijelző van a műszeralon, opcionálisan head-up kijelző is elérhető. Az infotainment rendszer hangfelismeréssel is vezérelhető. Az okostelefonnal való párosítás Apple CarPlay vagy Android Auto segítségével lehetséges. A további funkciókat távoli frissítéssel (Over-the-Air) lehet aktiválni vagy utólag be kell tudni kapcsolni. A középkonzolon egy keskeny gombsor is található, amivel például vezérelhető a klíma.

### Segítő rendszerek
Számos vezetőtámogató rendszer áll rendelkezésre az Ioniq 5-nél – egyesek felár ellenében. Ez például az első Hyundai-modell úgynevezett második generációs autópálya-asszisztenssel (HDA 2.0, Level 2 Autonomous Driving), amely nem csak a sávban tartja az autót, de sávváltáskor is támogatni tudja a vezetőt. Egyéb rendszerek például az autonóm vészfékasszisztens, a figyelemfelkeltő vagy a kilépési asszisztens.

### Biztonság
2021 őszén az Ioniq 5 az Euro NCAP által tesztelt járműbiztonság szempontjából öt csillagot kapott a lehetséges ötből.

## Berendezés

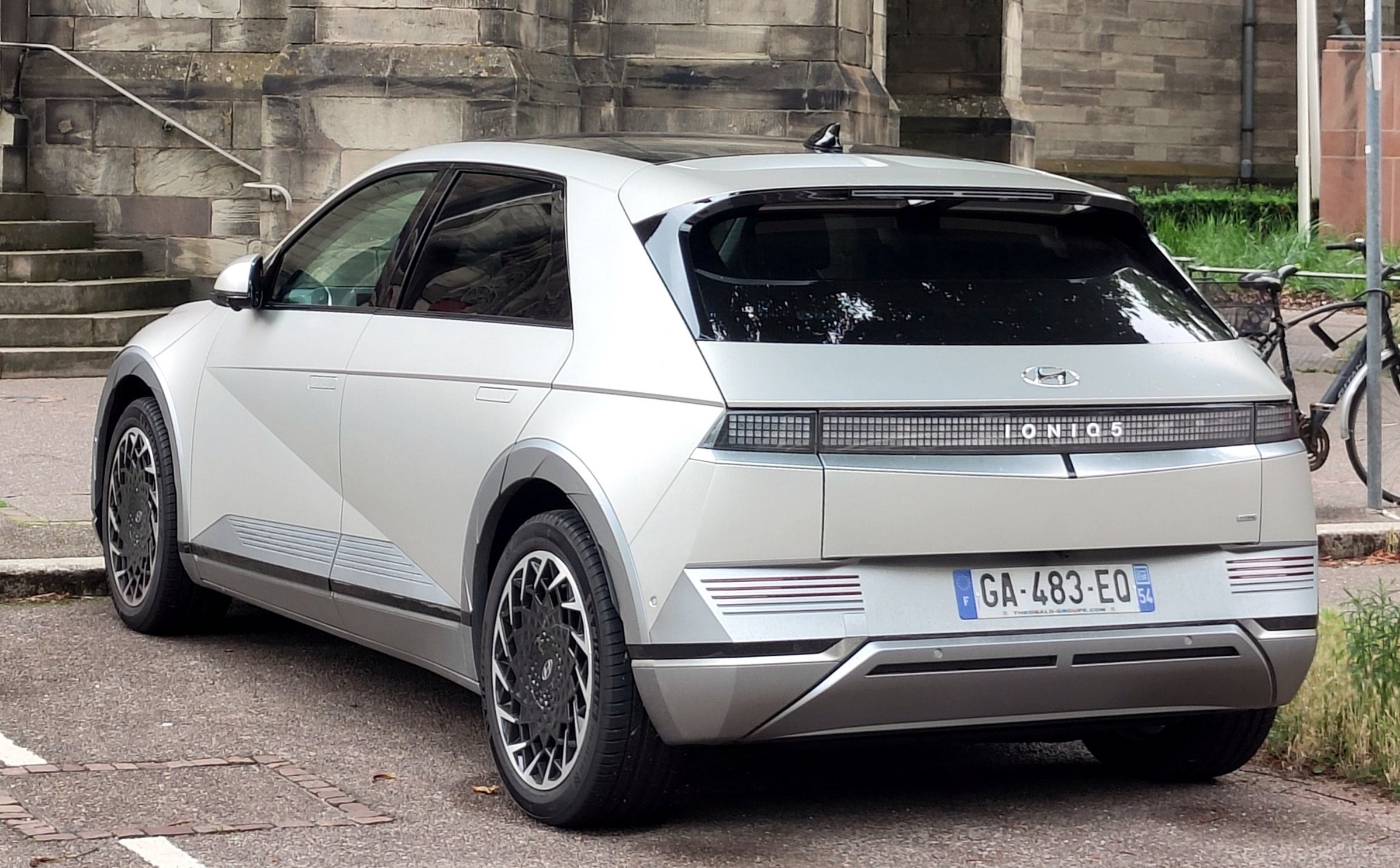
Hátulnézet az opcionális Techniq csomagból: szürke kerékívek, színezett ablakok és folyamatos pixelsáv. Szintén látható a koncepciójármű felnijén alapuló 20 colos kerekek és a Uniq felszereltségtől származó opcionális napelemes tető.

Az alapváltozaton kívül régiónként más felszereltségi csomagok is elérhetők. Németországban a Dynamiq csomag további segédrendszerek és az akkumulátor fűtési rendszere. A Techniq erre a berendezésre épül. Például hőszivattyút, elcsúsztatható középkonzolt, teljes LED-es vetítőfényszórókat és a B-oszlopból sötétített ablakokat kínál. A legmagasabb felszereltségi vonal az Uniq. Itt van továbbá elektromos csomagtérajtó jár hozzá, és az ajtókilincsek is elektromosan kinyúlnak. A head-up kijelzőn kívül holttér-kijelző található a vezetői kijelzőn, a szellőző bőrüléseken díszvarrások találhatók, az autóban pedig Bose integrált hangszórórendszere található mélynyomóval.
A Hyundai Ioniq 5 opcionálisan kérhető erősebb motorral is.

## Műszaki adatok
|                                                   | Hyundai Ioniq 5            |                              |                            |                                    |                                    |                                    |
| Gyártási időszak                                  | 2021. március óta          | 2021. március – 2022. június | 2022. június óta           | 2021. március – 2022. június       | 2021. március – 2022. június       | 2022. június óta                   |
| Motor jellemzői                                   |                            |                              |                            |                                    |                                    |                                    |
| A motor típusa                                    | Hátsó villanymotor         | Hátsó villanymotor           | Hátsó villanymotor         | Villanymotor elöl és hátul         | Villanymotor elöl és hátul         | Villanymotor elöl és hátul         |
| Max. teljesítmény min−1-nél                       | 125 kW                     | 160 kW                       | 168 kW                     | 173 kW                             | 225 kW                             | 239 kW                             |
| Max. nyomaték min−1-nél                           | 350 Nm                     | 350 Nm                       | 350 Nm                     | 605 Nm (255 Nm elöl, 350 Nm hátul) | 605 Nm (255 Nm elöl, 350 Nm hátul) | 605 Nm (255 Nm elöl, 350 Nm hátul) |
| Erőátvitel                                        |                            |                              |                            |                                    |                                    |                                    |
| Hajtás                                            | Hátsókerék-meghajtás       | Hátsókerék-meghajtás         | Hátsókerék-meghajtás       | Összkerékmeghajtás                 | Összkerékmeghajtás                 | Összkerékmeghajtás                 |
| Terjedés                                          | Fix áttétel                | Fix áttétel                  | Fix áttétel                | Fix áttétel                        | Fix áttétel                        | Fix áttétel                        |
| Mérési értékek                                    |                            |                              |                            |                                    |                                    |                                    |
| Saját tömeg vezetővel                             | 1905–1985 kg               | 1985–2065 kg                 | 2090 kg                    | 2015–2095 kg                       | 2095–2175 kg                       | 2200 kg                            |
| Megengedett legnagyobb súly                       | 2370 kg                    | 2430 kg                      | 2450 kg                    | 2480 kg                            | 2540 kg                            | 2560 kg                            |
| Vontatási kapacitás, fékezetlen/fékezett, 12%-ig  | 750 kg / 750 kg            | 750 kg / 1600 kg             | 750 kg / 1600 kg           | 750 kg / 750 kg                    | 750 kg / 1600 kg                   | 750 kg / 1600 kg                   |
| Maximális sebesség                                | 185 km/óra                 | 185 km/óra                   | 185 km/óra                 | 185 km/óra                         | 185 km/óra                         | 185 km/óra                         |
| Gyorsulás, 0–100 km/h                             | 8,5 mp                     | 7,4 mp                       | 7,3 mp                     | 6,1 mp                             | 5,2 mp                             | 5,1 mp                             |
| Energiafogyasztás 100 km-enként (WLTP, kombinált) | 16,7 kWh                   | 16,8–17,9 kWh                | 17,0–18,0 kWh              | 18,1 kWh                           | 17,7–19,0 kWh                      | 17,9–19,1 kWh                      |
| Akkumulátortípus                                  | Lítium-polimer akkumulátor | Lítium-polimer akkumulátor   | Lítium-polimer akkumulátor | Lítium-polimer akkumulátor         | Lítium-polimer akkumulátor         | Lítium-polimer akkumulátor         |
| Akkumulátor-kapacitás                             | 58,0 kWh                   | 72,6 kWh                     | 77,4 kWh                   | 58,0 kWh                           | 72,6 kWh                           | 77,4 kWh                           |
| Max. Töltési teljesítmény (AC)                    | 11 kW                      | 11 kW                        | 11 kW                      | 11 kW                              | 11 kW                              | 11 kW                              |
| Max. Töltő teljesítmény (DC)                      | 180 kW                     | 220 kW                       | 240 kW                     | 180 kW                             | 220 kW                             | 240 kW                             |
| Hatótávolság a WLTP szerint                       | 400 km                     | 470–485 km                   | 476–507 km                 | 362 km                             | 432–462 km                         | 454–481 km                         |

## Díjak
Az Ioniq 5 megkapta a World Car of the Year, a World Electric Vehicle of the Year és a World Car Design of the Year díjat a 2022-es World Car Awards díjátadón. A jármű a 2022-es German Car of the Year szavazáson is összesített győzelmet aratott 20 autós újságíró között. Az Auto Bildben a modell megnyerte az elektromos autók kategóriájában a legjobb importautók szavazását. Az Európa Év Autója szavazáson az Ioniq 5 végzett a harmadik helyen, a műszakilag szorosan kapcsolódó Kia EV6 pedig az első helyen végzett. 2022-ben az Car and Driver magazin az EV of the Year díjban részesítette. Ezt követte 2022 októberében a MotorTrend 2023-as év SUV-ja díja.

## Fordítás
Ez a szócikk részben vagy egészben  a   Hyundai Ioniq 5 című német Wikipédia-szócikk ezen változatának fordításán alapul.  Az eredeti cikk szerkesztőit annak laptörténete sorolja fel. Ez a jelzés csupán a megfogalmazás eredetét és a szerzői jogokat jelzi, nem szolgál a cikkben szereplő információk forrásmegjelöléseként.